# Manny Coto
Manuel Hector Coto (La Habana, 10 de junio de 1961-Pasadena, 9 de julio de 2023) fue un guionista, director de cine y televisión, y productor de películas y programas de televisión cubano-estadounidense.
Coto fue productor ejecutivo y showrunner de Star Trek: Enterprise en su temporada final, y productor ejecutivo de cuatro temporadas de 24. Fue productor ejecutivo y escritor de la quinta temporada de la serie de televisión Showtime Dexter.

## Trayectoria
Coto se graduó del American Film Institute y tiene experiencia en los géneros de ciencia ficción y fantasía. En 1990, Brian Helgeland y Coto vendieron un guion, The Ticking Man, por $1 millón, pero la película nunca se hizo. Escribió y dirigió un episodio de Tales from the Crypt y también escribió un episodio y produjo The Outer Limits cuando se revivió en Showtime en 1995. Se le dio la oportunidad de crear y escribir una serie para Showtime después de que The Outer Limits fue cancelado. La serie resultante fue Odyssey 5 y fue protagonizada por Peter Weller (Coto luego elegiría a Weller para papeles en Enterprise, 24 y Dexter).
Coto se unió al equipo de redacción de Enterprise en 2003, cuando el programa estaba en su tercera temporada; sus episodios incluyen «Similitude», «Chosen Realm» y «Azati Prime». Se convirtió en coproductor ejecutivo más tarde esa temporada. En la cuarta temporada se convirtió en productor ejecutivo del programa, junto con los creadores de la serie Rick Berman y Brannon Braga. Según su biografía en StarTrek.com, ha sido fanático de Star Trek toda su vida y una vez escribió un cómic de Star Trek.
Después de eso, se convirtió en productor ejecutivo de la quinta, sexta, séptima y octava y última temporada de 24, que se emitió en 2011 y 2012. Las películas que Coto ha dirigido incluyen Cover Up, Dr. Giggles y Star Kid.
Coto fue el creador y productor ejecutivo de NeXt, que se estrenó el 6 de octubre de 2020 en Fox. Coto fue el productor ejecutivo de American Horror Story y American Horror Stories, habiendo escrito numerosos episodios de ambas series. Dirigió el episodio bien recibido, «Feral», de la primera temporada de American Horror Stories, y escribió el comienzo de la temporada, «Dollhouse», para la segunda temporada. Coto murió de cáncer de páncreas el 9 de julio de 2023, a la edad de 62 años.